# Баграт IV
Баграт IV Куропалат (1018 — 24 ноября 1072) — грузинский царь (1027—1072).
Во время правления пытался воссоединить грузинские земли, избавить страну от сельджукского ига и уменьшить влияние местных феодалов, что впоследствии удалось его внуку Давиду IV Строителю. Неоднократно осаждал Тбилиси, находившейся под властью Бану — Джаффар, правителя Тбилисского эмирата, но не смог окончательно в нём закрепиться и оставить за собой.
Носил титулы: куропалат, нобилиссим и Севаст.

## Биография

### Ранние годы
Сын царя Георгия I и его первой жены, армянской царевны Мариам, дочери васпураканского царя Сенекерима Арцруни. В возрасте трёх лет, в результате поражения, понесённого его отцом в войне с Византией в 1022 году, Баграт был отправлен в качестве заложника ко двору императора Василия II Болгаробойцы. Оставался заложником в Константинополе в течение примерно двух—трех лет до 1025 года. После смерти императора Василия II трон унаследовал Константин VIII. Царевич Баграт, в этот переходный период был отправлен обратно на родину, но новый император приказал вернуть его, однако императорский курьер не справился с поставленной задачей — царевич был уже в Грузии. .
Баграт IV взошёл на престол в 1027 году в возрасте восьми лет после смерти своего отца Георгия I. Его мать была при нём регентом вместе с могущественными феодалами — триалетским эриставом Липаритом IV и картлийским эриставом Иванэ.
К тому времени, как Баграт IV стал царём, Грузия увязла в распрях между Византией и государством Сельджуков с одной стороны и в феодальной борьбе с другой стороны. Константинополь стремился ограничить грузинскую гегемонию на Кавказе начиная с правления императора Василия II. Конфликт начался с восстания Давида III Куропалата и закончился потерей части грузинских территорий.

### Династическая война
Вскоре после восхождения Баграта на престол Константин VIII отправил армию захватить ключевую городскую крепость Артануджи (ныне в Турции). Несколько влиятельных грузинских дворян перешли на сторону византийцев, но верноподданные Баграта оказали упорную борьбу.
У Баграта IV был единокровный брат, царевич Деметре (Дмитрий), рождённый во втором браке его отца Георгия I с осетинской царевной Алде. В 1032 году Деметре вместе с оппозиционной царю партией принял участие в восстании и заговоре против Баграта. После неудачного заговора Деметре бежал в Византию к поддерживающему заговор императору Роману III Аргиру, сдав при этом Анакопию византийцам. Император пожаловал царевичу Деметре титул магистр оффиций.
В 1039 году Деметре возвратился в Грузию с наемным войском, пользуясь поддержкой эристава Липарита IV Багваши, одного из могущественных людей Грузии.

### Война с феодалами
Одним из наиболее серьёзных врагов был эристав из Клдекари Липарит Багваши, владевший наибольшей частью Восточной Грузии. Результатом вражды клдекарского эристава явилась потеря последним триалетских крепостей, высылка из Грузии и постриг в монахи.

### Борьба с сельджуками
В декабре 1068 году сельджукский султан Алп-Арслан после завоевания Армении, вторгся в Грузию, и осадил город-крепость Ахалкалаки. После трехдневной осады грузинские войска и полчища султана сошлись здесь в битве, закончившейся победой Алп-Арслана и обложением Грузии данью.
Угроза со сторону сельджуков побудила грузинское и византийское руководство искать более тесное сотрудничество. Чтобы обеспечить прочный союз между двумя государствами, дочь Баграта IV принцесса Мариами (Мария Аланская) вышла замуж за наследника византийского престола Михаила (будущий император Михаил VII Дука). Выбор грузинской принцессы был беспрецедентным, и в Грузии это было воспринято как дипломатический успех со стороны Баграта.
Баграт IV умер 24 ноября 1072 года, и был похоронен в монастыре Чкондиди. Царская власть над Грузией перешла к его сыну Георгию II.